# Andrew Sinkala
Andrew Mutambo Sinkala (Chingola, Zambia, 18 de junio de 1979) es un futbolista zambiano, se desempeña como centrocampista y actualmente es agente libre tras haber jugado en el F. C. Augsburgo.
La mayor parte de su carrera deportiva la ha disputado en Alemania, jugando para clubes como el FC Colonia o el FC Augsburg, también llegó a jugar un partido con el Bayern de Múnich.

## Clubes
| Club                | País     | Año         |
| ------------------- | -------- | ----------- |
| Nchanga Rangers FC  | Zambia   | 1998 - 1999 |
| FC Bayern de Múnich | Alemania | 1999 - 2000 |
| FC Colonia          | Alemania | 2001 - 2006 |
| SC Paderborn 07     | Alemania | 2006 - 2008 |
| F. C. Augsburgo     | Alemania | 2008 - 2012 |

- Datos: Q507479
- Multimedia: Andrew Sinkala / Q507479